# Nubigidiella theresiae
Nubigidiella theresiae is een vlokreeftensoort uit de familie van de Bogidiellidae. De wetenschappelijke naam van de soort is voor het eerst geldig gepubliceerd in 2005 door Iannilli, Ruffo & Holsinger.